# Dominique Malonga (basket-ball)
Pour les articles homonymes, voir Malonga.
Dominique Malonga, née le 16 novembre 2005 à Yaoundé au Cameroun, est une joueuse de basket-ball française, d'origine congolaise et camerounaise, évoluant au poste de pivot.

## Biographie

### Enfance et famille
Née à Yaoundé au Cameroun, elle est la fille de Thalance Malonga et Agathe N'Nindjem-Yolemp. Son père est un médecin franco-congolais exerçant sa profession dans l'Orne en Normandie et ancien basketteur de haut niveau ayant notamment joué pour la sélection du Congo,,. Sa mère est une ancienne joueuse professionnelle de basket-ball ayant évolué dans divers clubs européens dont Salamanque en Espagne et pour la sélection camerounaise. Dominique Malonga arrive en France pour son entrée au collège. 

### Débuts
Elle est formée dans le club Paris Basket 18 puis par celui de la ville de Rueil-Malmaison avant de rejoindre le Pôle France avec un an d'avance en 2019. Elle se fait remarquer par sa grande taille et ses capacités athlétiques, étant capable de dunker dès ses 14 ans.

### Carrière

#### En club
Elle signe ensuite pour le club LDLC ASVEL à partir de la saison 2021-2022. Pour sa première saison, elle a peu de temps de jeu en LFB avec 8 matchs joués pour 6 minutes de moyenne. Elle en a un peu plus pendant certains matchs d'Eurocoupe, avec un pic remarqué de 14 points et 11 rebonds en 23 minutes face à Antioche.
En quête de temps de jeu après ses deux saisons lyonnaises (« J’ai été beaucoup blessée. Je veux être une actrice d’un titre »), elle est prêtée par Lyon pour une saison au Tarbes Gespe Bigorre, côtoyant ainsi dans la raquette Isabelle Yacoubou pour sa dernière saison en tant que joueuse.
Le 30 octobre 2024, elle réussit un slam dunk lors d'une rencontre sous les couleurs de l'ASVEL lors d'une rencontre d'Eurocoupe face à Limassol. Ce dunk est d'abord considéré comme le premier réalisé par une Française en match officiel mais Alicia Tournebize a réalisé un dunk en 4e division en septembre 2024. Malonga dunke de nouveau un mois plus tard contre Gorzów en Eurocoupe.
Le 14 avril 2025, la Française de 19 ans est sélectionnée en deuxième choix de la draft WNBA 2025 par le Storm de Seattle. Annoncée comme un des plus gros potentiels de la draft, son temps de jeu reste limité à une dizaine de minutes (dont 11 points et 8 rebonds en 10 minutes face au Liberty) pour pour 4,8 points et 2,6 rebonds, à l'instar de la pivot titulaire Ezi Magbegor (25 ans) à ses débuts. Avec 12 victoires, 7 défaites au 8 juillet, le Storm privilégie la saison en cours et son entraîneuse Noelle Quinn « l'analyse vidéo, le développement personnel, le travail de musculation »  pour la rookie.

#### En équipe de France
Durant l'été 2022, elle est sélectionnée en équipe de France U17 qui remporte la médaille de bronze à la Coupe du monde U17 2022.
En juillet 2024, elle est sélectionnée dans l'équipe nationale française pour les jeux olympiques de Paris 2024, qui obtient la médaille d'argent, mais l'été suivant, elle fait l'impasse pour se concentrer sur sa saison rookie en WNBA.

## Palmarès

### En club
- Finaliste du Championnat de France : 2021-2022[18]
- Vainqueur de l'Eurocoupe : 2023[19]
- Vainqueur du Championnat de France : 2023[20]

### En équipe de France
- Médaille de bronze à la Coupe du monde U17 2022[17].
- Médaille d'argent aux Jeux olympiques d'été de 2024 à Paris

## Distinctions personnelles

### En club
- Meilleur espoir de la LFB : saison 2023-2024[21], saison 2024-2025
- Cinq Majeur LFB : saison 2023-2024[21], saison 2024-2025

### En équipe de France
- Membre du meilleur cinq de la Coupe du monde U17 2022[17].

## Décorations
- Chevalier de l'ordre national du Mérite (2024)[22]